# Neodorcadion bilineatum
Neodorcadion bilineatum је врста стрижибубе (Cerambycidae) из потпородице Lamiinae. Врсту је описао Гермар 1824. године.

## Опис
Тело је издужено, дуго 11–14 mm. Основни томент горње стране је црвеносмеђ до тамније црвеносмеђ, ређе жутосмеђ. Чело, образи, бочни део површине и преврнути латерални делови вратног штита, доња страна тела и ноге покривени су сивосмеђом пубесценцијом. Ноге и пипци често су тамноцрвени, а понекад светлоцрвени. Цело тело обрасло је врло кратким, косо усправљеним чекињицама. Вратни штит има врло уску средишњу уздужну беличасту линију. Шаре покрилаца су варијабилне. Обично свако покрилце има уску белу дорзалну врпцу, која је на бази повијена према раменима, и прилично широку светлосиву латералну врпцу. Код најјачег развоја шара постоји широка сивожута сутурална врпца и таква уска интархумерална врпца. Основни томент тела може бити готово једнобојно светлосив или беличасто сив и без врпце на покрилцима.
Антене су код мужјака знатно краће од тела. На првом чланку антена је слабије изражен ожиљак. Доњи режњеви очију су једва краћи од образа. Глава има густу и доста фину пунктуру. Вратни штит је густо и веома грубо истачкан, са доста дугим, шиљасто-чуњастим и понекад лако према натраг повијеним бочним бодљама. Покрилца имају мање или више густу и врло фину пунктуру; ова је на избоченим раменима груба. Покрилца имају тупи хумерални брид и свако по једно базално, доста високо, али тупо уздужно дискално ребро. Пунктура је на бело томентираним врпцама јасно видљива.

## Распрострањење
Општи ареал врсте: Мађарска, Румунија, Бугарска, средња и северна Грчка, Србија, Црна Гора, Хрватска. Занимљиво је да у Србији нема налаза из југозападног дела земље.